# Приворотень альпійський
Приворотень альпійський (Alchemilla alpestris (Ф. В. Шмідт) Opiz) — багаторічна рослина роду приворотень (Alchemilla), родини розові (Rosaceae).
В Україні вид росте у Карпатах (Східні Бескиди й Низькі полонини, Ґорґани, Свидовець, Чорногора, Чивчино-Гринявські гори), Розточчі-Опіллі, на Малому Поліссі.

## Ботанічний опис
Стебла 25-50 см заввишки, голі, легке запушення є лише у нижній частині.
Листки розсічені на 9-11 подовжених лопатей, із 6-12 нерівними зубцями.

## Систематика
На сайті «The Plant List», а також «The Euro+Med PlantBase» Alchemilla alpestris є синонімом приворотня голого (Alchemilla glabra Neygenf.).